# Felix Klein
Felix Christian Klein (Düsseldorf, 25 aprile 1849 – Gottinga, 22 giugno 1925) è stato un matematico tedesco.
È conosciuto soprattutto per i suoi contributi alla geometria non euclidea, ai collegamenti tra geometria e teoria dei gruppi e per alcuni risultati sulla teoria delle funzioni. Si ricorda anche per essere stato il primo descrittore della figura geometrica dell'iperspazio nota come Bottiglia di Klein.

## Biografia
Nato il 25 aprile 1849, si compiaceva nel mostrare che ogni elemento di questa data è il quadrato di un numero primo (rispettivamente 5, 2 e 43). Felix Klein frequentò il Ginnasio a Düsseldorf. Dopo il diploma entra all'Università di Bonn e vi studia Matematica e Fisica tra il 1865 e il 1866. Aveva iniziato la sua carriera con l'intenzione di diventare un fisico. Nel 1866, mentre era ancora studente universitario, Julius Plücker gli offrì di essere suo assistente di laboratorio. Plucker aveva la cattedra di Matematica e Fisica sperimentale a Bonn, ma il suo interesse iniziava a radicarsi soprattutto nella Geometria. Klein conseguì il suo dottorato nel 1868, sotto la supervisione di Plucker, con una dissertazione intitolata Über die Transformation der allgemeinen Gleichung des zweiten Grades zwischen Linien-Koordinaten auf eine kanonische Form, sulla Geometria e le sue applicazioni alla meccanica. Nella sua dissertazione Klein classifica le curve complesse di secondo grado, usando la teoria di Karl Weierstrass dei divisori elementari.
L'anno in cui Klein conseguì il suo dottorato Plücker morì lasciando incompleta la sua opera maggiore intitolata Neue Géometrie des Raumes. Klein era la persona più idonea per completarla e questo lavoro lo portò a conoscere Alfred Clebsch. Questi si era trasferito a Gottinga nel 1868 e, durante il 1869, Klein si recò a Berlino, Parigi e Gottinga. Nel luglio del 1870 Klein era a Parigi, quando Otto von Bismarck, il cancelliere prussiano, rese manifesto un messaggio provocatorio contro il governo francese. La Francia dichiarò guerra alla Prussia il 19 luglio e Klein fu costretto ad abbandonare Parigi. Successivamente, dopo un breve periodo nel quale fece il militare, nel 1871 fu nominato docente a Gottinga.
Nel 1872 Klein fu nominato professore a Erlangen, la cittadina universitaria presso Norimberga. Egli fu fortemente sostenuto da Alfred Clebsch, che lo considerava come il potenziale miglior matematico del suo tempo, e così Klein ottenne una cattedra alla giovane età di 23 anni. Ad ogni modo Klein non costruì una scuola a Erlangen dove vi erano solo pochi studenti, e fu contento quando, nel 1875, gli offrirono una cattedra al Technische Hochschule a Monaco di Baviera.
Qui, insieme al suo collega Alexander von Brill, insegnò corsi avanzati ad un numero più ampio di studenti eccellenti, e il grande talento di Klein nell'insegnare fu completamente espresso. Tra gli studenti a cui insegnò Klein a Monaco, ci furono Adolf Hurwitz, Walther von Dyck, Karl Rohn, Carle Runge, Max Planck, Luigi Bianchi e Gregorio Ricci-Curbastro.
Nel 1875 Klein sposò Anne Hegel, nipote del filosofo Georg Wilhelm Friedrich Hegel e figlia dello storico Karl Hegel. Dopo cinque anni al Technische Hochschule a Monaco, Klein fu nominato alla cattedra di geometria a Lipsia. Lì ebbe come colleghi brillanti e giovani insegnanti, fra cui von Dyck, Rohn, Eduard Study e Friedrich Engel. Nel 1886 Klein accettò una cattedra all'Università di Gottinga. Egli vi insegnò fino a quando si ritirò nel 1913 e cercò di fare di Gottinga il più importante centro di ricerca matematica al mondo. L'influenza in geometria che ebbe a Lipsia non si trasferì mai a Gottinga. Qui egli insegnò un'ampia varietà di corsi, soprattutto su argomenti tra fisica e matematica, come meccanica e teoria del potenziale. Klein stabilì a Gottinga un centro di ricerca che doveva servire come modello per i migliori centri di ricerca nel mondo. Egli inaugurò incontri settimanali di discussione e una stanza di lettura con una libreria matematica.
Klein fece in modo che David Hilbert da Königsberg raggiungesse il suo gruppo di ricerca a Gottinga. La fama del giornale Mathematische Annalen si fonda sulle sue abilità matematiche e direttive. Il giornale in origine fu fondato da Clebsch, ma solo sotto la direzione di Klein riuscì a superare in importanza il giornale di Crelle. In un certo senso questi giornali rappresentavano i due team rivali che seguivano da un lato la scuola di Berlino con il giornale di Crelle e dall'altro i seguaci di Clebsch che sostenevano il Mathematische Annalen. Klein costituì un piccolo team di redattori che si incontravano regolarmente e prendevano decisioni in modo democratico. Il giornale si specializzò in analisi complessa, geometria algebrica e teoria degli invarianti. Inoltre esso costituì un importante contributo all'analisi reale e alla teoria dei gruppi. Nel 1913 Klein si ritirò per problemi di salute. Comunque continuò ad insegnare matematica in casa durante la prima guerra mondiale.

## Contributi
Oggi che il contributo di Klein alla geometria è entrato a far parte del pensiero matematico, risulta arduo comprendere come mai i suoi risultati non venissero universalmente accettati dai suoi contemporanei. Le prime importanti scoperte di Klein furono fatte nel 1870 in collaborazione con Sophus Lie. Essi scoprirono le proprietà fondamentali delle curve asintotiche nella superficie di Kummer. La collaborazione con Lie continuò, e lavorarono sulle curve-W, curve invarianti sotto un gruppo di trasformazioni proiettive. Lie rivestì un ruolo importante nello sviluppo del pensiero di Klein: infatti gli presentò il concetto di gruppo, che occupò un peso rilevante in un suo lavoro successivo. È corretto aggiungere che anche Camille Jordan aveva contribuito alla visione di Klein riguardante gruppi e geometria. Durante il tempo trascorso a Gottinga, Klein fece le maggiori scoperte riguardo alla geometria nel 1871. Egli pubblicò due scritti sulla geometria noneuclidea in cui mostrò che era possibile considerare la geometria euclidea e quella non-euclidea come casi speciali di una superficie proiettiva con l'aggiunta di una sezione conica. Ciò determinò il noto corollario che una geometria non euclidea è logicamente consistente se e solo se la geometria euclidea è consistente. Oggi la geometria non euclidea non è più un argomento controverso. Essa è stata posta ad uno stesso livello di importanza della geometria euclidea. Arthur Cayley invece non accettò mai le teorie di Klein, credendo che i suoi argomenti fossero circolari.
La concezione chiave di Klein sulla geometria come studio delle proprietà dello spazio che sono invarianti rispetto a un dato gruppo di trasformazioni, conosciuta come programma di Erlangen (1872), influenzò profondamente lo sviluppo della matematica. Questo manifesto matematico fu scritto come prolusione in occasione della sua nomina a professore a Erlangen. Il Programma di Erlangen fornì l'approccio unificato alla geometria che oggi è accettato come standard. Le trasformazioni giocano un ruolo maggiore nella matematica moderna e Klein mostrò come le proprietà essenziali di una data geometria potevano essere rappresentate dal gruppo delle trasformazioni che conservano tali proprietà. In questo modo il Programma di Erlangen definì una geometria che includeva sia la geometria euclidea che la geometria non euclidea.
Va osservato che Klein considerava che il suo maggior contributo alla matematica fosse il suo lavoro sulle funzioni. Klein considerò le equazioni di grado superiore al quarto e fu particolarmente interessato nell'uso di metodi trascendenti per risolvere le equazioni di quinto grado. Dopo aver lavorato sui metodi di Charles Hermite e Leopold Kronecker, trovò una completa soluzione al problema usando il gruppo dell'icosaedro. Questo lavoro lo portò a considerare le funzioni modulari ellittiche che aveva studiato in una serie di lavori. Sviluppò una teoria delle funzioni automorfe, unificando i risultati dell'algebra e della geometria in un suo importante libro del 1884 sull'icosaedro. Henri Poincaré aveva iniziato a pubblicare sulle curve automorfiche nel 1881, e tra i due nacque una competizione. Durante questo periodo la salute di Klein peggiorò. Con Robert Fricke che arrivò a Lipsia nel 1884, Klein iniziò la stesura di un testo in quattro volumi sulle funzioni modulari automorfiche ed ellittiche, prodotto nei successivi vent'anni. Nel 1890 si interessò alla fisica matematica e pubblicò un importante trattato sulla meccanica del giroscopio insieme ad Arnold Sommerfeld.
Klein fu eletto presidente della Commissione Internazionale sull'Istruzione Matematica del Congresso Internazionale di Matematica tenuto a Roma nel 1908. Sotto la sua guida la componente tedesca della Commissione pubblicò diversi volumi sull'insegnamento della matematica a tutti il livelli in Germania.
Insieme a Wilhelm Franz Meyer curò l'Enzyklopädie der mathematischen Wissenschaften, un'enciclopedia che si prefiggeva lo scopo di raccogliere tutto la conoscenza matematica sviluppata nel XIX secolo. Scrisse inoltre con K. Müller quattro volumi sulla meccanica.

## Riconoscimenti
La London Mathematical Society conferì a Klein la medaglia De Morgan nel 1893. Egli fu eletto membro della Royal Society nel 1885 e ricevette la medaglia Copley nel 1912.